# Grandes éxitos a la manera de Alejandro Fernández
| Críticas profissionais | Críticas profissionais |
| Avaliações da crítica  | Avaliações da crítica  |
| Fonte                  | Avaliação              |
| ---------------------- | ---------------------- |
| Allmusic               | [ 1 ]                  |

Grandes éxitos a la manera de Alejandro Fernández é o terceiro álbum de estúdio do cantor mexicano Alejandro Fernández.

## Faixas
1. La Gloria Eres Tu (José Antonio Méndez) - 2:57
2. Consentida (Alfredo Núñez de Borbón) - 4:01
3. Encadenados (Carlos Arturo Briz) - 2:54
4. Si Dios Me Quita La Vida (Luis Demetrio) - 4:33
5. Conozco A Los Dos (Pablo Valdés Hernández) - 3:03
6. Rival (Agustín Lara) - 3:42
7. No (Armando Manzanero) - 3:15
8. A Pesar De Todo (Augusto Algueró, Antonio Guijarro) - 3:19
9. Noche De Ronda (Agustín Lara) - 4:01
10. La Enramada (Graciela Olmos) - 2:55
11. El Dia Que Me Quieras (Carlos Gardel, Alfredo Le Pera) - 4:18
12. Piensa En Mi (Agustín Lara) - 4:25
13. Mitad Tu, Mitad Yo (Antonio Cisneros, Mario Molina Montes) - 2:44
14. Voy (Luis Demetrio) - 2:47

## Tabela musical

### Álbum
| Ano  | Parada                            | Pico |
| ---- | --------------------------------- | ---- |
| 1994 | Billboard Regional Mexican Albums | 12   |
| 1994 | Billboard Top Latin Albums        | 30   |

### Canções
| Ano  | Parada                                   | Canção                   | Pico |
| ---- | ---------------------------------------- | ------------------------ | ---- |
| 1994 | Billboard Hot Latin Songs                | Si Dios Me Quita La Vida | 19   |
| 1994 | Billboard Hot Latin Songs                | A Pesar De Todo          | 10   |
| 1994 | Billboard Latin Regional Mexican Airplay | A Pesar De Todo          | 10   |